# Hénin-Beaumont
Hénin-Beaumont település Franciaországban, Pas-de-Calais megyében. Lakosainak száma 25 764 fő (2022. január 1.). Hénin-Beaumont Courrières, Quiéry-la-Motte, Izel-lès-Équerchin, Montigny-en-Gohelle, Noyelles-Godault, Oignies, Rouvroy, Esquerchin, Billy-Montigny, Dourges és Drocourt községekkel határos.

## Népesség
A település népességének változása:
| Lakosok száma | 26 748 | 26 379 | 26 260 | 26 022 | 25 917 | 25 992 | 25 886 | 26 035 | 25 764 |
|               | 2013   | 2015   | 2016   | 2017   | 2018   | 2019   | 2020   | 2021   | 2022   |